# The Click Five
I The Click Five sono un gruppo musicale alternative rock/powerpop statunitense originario di Boston.

## Storia
Quattro dei cinque membri originali frequentarono il Berklee College of Music ed hanno fatto parte di molti altri gruppi rock prima di formare insieme i The Click, che in seguito divennero The Click Five.
I componenti del gruppo hanno vissuto tutti insieme a Boston in una casa in affitto sulla Imrie Road, che ha dato il nome al loro album di debutto.
Il gruppo suonò per la prima volta presso il KISS 108 FM Concert Hatchshell sul fiume Charles, nel luglio 2004. Dopo di che ottennero l'attenzione di alcune delle più importanti etichette discografiche e volarono verso New York e Los Angeles per la Epic Records Scout Dave Rocco. Quell'autunno firmarono con la Lava Records di Andy Karp. La band iniziò a registrare il primo album ai QDivision Studios di Somerville con Mike Denneen, veterano produttore di musicisti quali Aimee Mann, Fountains of Wayne, Letters to Cleo e molti altri gruppi di rilievo.
Dopo il completamento della registrazione, la band iniziò il tour, partendo da piccoli luoghi di ritrovo nei pressi di Boston fino a suonare in posti più gradi in tutto il Nord America. Il video musicale per il primo singolo, Catch your wave, un omaggio a "A Hard Day's Night" dei The Beatles, è uscito durante l'estate e l'autunno del 2005, a MTV, VH1, e ad altre emittenti televisive musicali. Il loro album di debutto, Greetings from Imrie House, fu pubblicato il 16 agosto 2005. Dopo un rigoroso tour di nove mesi, i The Click Five iniziarono un'altra tournée in Asia nel 2006, visitando Singapore, Malesia e Giappone ed in autunno girano le Isole Britanniche, per altri tour, con McFly.
A fine 2006, il cantante Eric Dill lascia la band per iniziare una carriera da solista a Los Angeles. Nei primi mesi del 2007, la band propose quindi il nuovo cantante Kyle Patrick (nato Kyle Patrick Dickherber), un altro diplomato alla Berklee College of Music) che studiò con il cantautore e mentore Lauren Passarelli. Il gruppo registrò il secondo album, Modern Minds and Pastimes, nei primi mesi del 2007, (pubblicato il 26 giugno 2007). Tornarono in Asia nell'autunno del 2007, con un itinerario di dimensioni nettamente superiori rispetto al precedente. Fu dato loro il titolo di "Band dell'anno" dalla stazione radiofonica 987FM di Singapore all'interno della Top 100 Countdown del 2007 e 2008.
Il 2 agosto 2008, i Click Five vinsero il Knockout Award agli MTV Asia Awards 2008, svoltisi a Genting Highlands in Malaysia. Il 29 agosto 2008, il cantante Kyle Patrick annunciò nella sua pagina su Myspace di avere intenzione di iniziare un tour acustico da solista con l'amico Jesse Ruben in alcune città degli Stati Uniti.Fece comunque ritorno in Novembre per registrare il nuovo album dei Click Five.
Il 7, 12 e 14 dicembre 2008, i Click Five parteciparono ad un evento chiamato "MTV EXIT". Si trattò di una campagna di sensibilizzazione e prevenzione contro il traffico e lo sfruttamento di esseri umani in Asia e nel Pacifico. Il gruppo si esibì in diversi luoghi dell'Asia, tra cui lo Stadio Olimpico di Phnom Penh. Sono inoltre intervenuti al primo concerto rock internazionale presso l'antico tempio di Angkor Wat in Cambogia.

## Discografia

### Album studio
- 2005 - Greetings from the Imrie House
- 2007 - Modern Minds and Pastimes

### EP
- 2005 - Angel to you(Devil to me)

### Singoli
- 2005 - Angel to you (Devil to me)
- 2005 - Good Day
- 2005 - Just the Girl
- 2005 - Catch your Wave
- 2006 - Pop princess
- 2006 - Say Goodnight
- 2006 - Voices Carry
- 2007 - Jenny
- 2007 - Empty
- 2007 - Happy Birthday
- 2008 - Summertime
- 2009 - I Quit! I Quit! I Quit!
- 2010 - Don't Let Me Go